# 五感法
五感法，是特殊教育時會運用的一種技巧，透過對學童的多感官刺激來促進學童的學習。
其主要是将五种感官通道和功能全部派上用场，即口到、眼到、耳到、手到、心到，立体深加工可打开右脑的门扉。

## 參看
- 五感
- 特殊教育
- 促進學習班
- 記憶回憶法